# Renault GBC 180
El Renault GBC 180 es un camión todo terreno usado por el Ejército francés desde finales de la década de 1990.

## Historia
El GBC 180 es una avanzada mejora del Berliet GBC 8 KT, con un nuevo motor y transmisión, capaz de transportar un peso de 5000 kilos.
El GBC 180 fue anunciado en 1997, cuando una primera tanda de producción de 2800 unidades fue ordenada. En 2009, más de 5500 unidades fueron actualizadas a este modelo.

## Características
El GBC 180 tiene un motor diésel de 6 cilindros. El motor MIDR 06.02.26. es capaz de funcionar con diésel o queroseno.